# Luciferidae
Luciferidae é uma família monotípica de crustáceos decápodes bioluminescentes da superfamília Sergestoidea, cujo único taxon integrante conhecido é o género Lucifer, um agrupamento taxonómico de camarões degenerados pouco conhecidos.

## Descrição
O género Lucifer agrega espécies com uma morfologia corporal alongada, quase filiforme, com menos apêndices do que a generalidades dos restantes camarões pois retém apenas três pares de pereiópodes, todos sem quelas (pinças). Outra importante característica do género é a ausência de brânquias e a capacidade de produzir luz por bioluminescência.
As fêmeas, numa estratégia reprodutiva que é única entre os camarões, transportam os ovos fertilizados sobre os  pleópodes até estarem prontos para a eclosão dos juvenis. Esta estratégia é uma forma de evolução paralela ao desenvolvimento de um sistema similar nos Pleocyemata, apesar da ligação dos ovos ser mais fraca em Lucifer.
O comprimento dos pedúnculos oculares e a forma do petasma são utilizados como características diferenciadoras para distinguir entre as sete espécies conhecidas do género.

## Espécies
A família Luciferidae inclui apenas o género Lucifer, do qual se conhecem as seguintes espécies validamente descritas:
- Lucifer chacei Bowman, 1967
- Lucifer faxoni Borradaile, 1915
- Lucifer hanseni Nobili, 1905
- Lucifer intermedius Hansen, 1919
- Lucifer orientalis Hansen, 1919
- Lucifer penicillifer Hansen, 1919
- Lucifer typus H. Milne-Edwards, 1837